# Donald Hawgood
Donald Hawgood (n. 20 martie 1917, Toronto, Ontario, Canada – d. 8 iulie 2010, Toronto, Ontario, Canada) a fost un canoist ce a reprezentat Canada, medaliat olimpic. A participat la o ediție a Jocurilor Olimpice (1952) în care a câștigat o medalie de argint.

## Participări
Lista de mai jos prezintă principalele competiții la care a participat Donald Hawgood de-a lungul carierei.
- canoeing at the 1952 Summer Olympics – men's C-2 10000 metres[*]